# المطاف (إب)

تعديل مصدري - تعديل

المطاف محلة تابعة لقرية الخيراف، التابعة لعزلة شعب يافع بمديرية إب إحدى مديريات محافظة إب في الجمهورية اليمنية.، بلغ تعداد سكانها 85 حسب تعداد اليمن لعام 2004.